# حویلی مجوکه
حویلی مجوکه (به انگلیسی: Haveli Majoka) یک روستا در پاکستان است.